# Kulturåret 1711

## Födda
- mars - Johann Friedrich Berwald (död 1789), tysk flöjtist.
- 26 april - David Hume (död 1776), skotsk filosof, historiker och nationalekonom.
- 18 maj - Ruđer Josip Bošković (död 1787), filosof och matematiker.
- 22 september - Thomas Wright (död 1786), engelsk filosof och astronom.
- 31 oktober - Laura Bassi (död 1778), italiensk forskare och den första kvinnan att officiellt undervisa på ett universitet i Europa.
- okänt datum - Haqvin Bager (död 1782), svensk nationalekonomisk författare och rimmare.
- okänt datum - Utilia Lenkiewitz (död 1770), dansk skådespelare.
- okänt datum - Peter Momma (död 1772), svensk boktryckare.
- okänt datum - Carl Gustaf Pilo (död 1793), svensk konstnär och målare.
- okänt datum - Christoffer Tärnström (död 1746), svensk präst och den förste av Linnés lärjungar.
- okänt datum - John Francis Wade (död 1786), engelsk musiklärare och psalmförfattare.
- okänt datum - Panna Cinka (död 1772), romsk violinist.

## Avlidna
- 13 mars - Nicolas Boileau (född 1636), fransk poet och estet.
- 3 april -  Johann Philip Lemke (född 1631), tysk målare tecknare och etsare.
- 5 oktober - Christian Friedrich Richter (född 1676), tysk läkare och psalmförfattare.
- 3 september - Élisabeth Sophie Chéron (född 1648), fransk konstnär.